# Motta Sant'Anastasia

Ubicació de Motta Sant'Anastasia dins de la província

Motta Sant'Anastasia (sicilià Motta Sant'Anastasia) és un municipi italià, dins de la ciutat metropolitana de Catània. L'any 2007 tenia 11.034 habitants. Limita amb els municipis de Belpasso, Camporotondo Etneo, Catània i Misterbianco.

## Administració
| Període | Identitat        | Partit         |
| ------- | ---------------- | -------------- |
| 2009-   | Angelo Giuffrida | Centreesquerra |